# Лейхгардт, Людвиг
Людвиг (Фридрих Вильгельм Людвиг) Лейхгардт (1813 — не ранее 1848) — немецкий путешественник и геолог, исследователь Австралии.

## Биография
Родился 23 октября 1813 года в Сабродте (район коммуны Таухе, Пруссия). Образование получил в Гёттингенском и Берлинском университетах, где изучал философию, языки и естественные науки. Для совершенствования знаний в 1837 году переехал в Лондон и занимался в Британском музее. Также в целях образования посещал Францию, Италию и Швейцарию.
В 1842 году Лейхгардт отправился в Сидней, где путешествовал в горах Восточной Австралии от Ньюкасла до Брисбена.

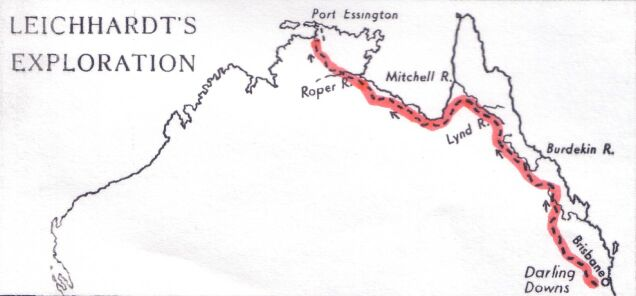
Маршрут первого путешествия Лейхгардта

В 1844 году состоялось первое большое путешествие Лейхгардта в центральные районы Австралии. Начав прохождение маршрута в Брисбене, он двинулся вверх по течению реки Кондамайн, откуда повернул в горные районы Квинсленда, форсировал реки Досон, Маккензи и Айзак, сплавился по реке Бельяндо, исследовал течение реки Бердекин вплоть до её истоков и, перейдя через водораздел бассейна реки Митчелл, спустился к заливу Карпентария. Обойдя этот залив с юго-западной стороны, Лейхгардт достиг реки Ропер и направился вдоль её течения на запад. 17 декабря 1845 года он закончил своё путешествие в Порт-Эссингтоне несколько восточнее Дарвина, откуда на корабле вернулся в Сидней. Во время экспедиции Лейхгардт вёл дневник, опубликованный в 1847 году («Journal of an overland expedition in Australia from Moreton Bay to Port Essington, a Distance of Upwards of 3000 miles, during the years 1844—1845»).

## Исчезновение
В 1846 году Лейхгардт предпринял попытку пересечь Австралийский материк с востока на запад. Пройдя низменность Дарлинга, он, ввиду недостатка продовольствия и ссор со спутниками, вынужден был вернуться. Несмотря на эту неудачу, Лейхгардт в декабре 1847 года снова отправился запланированным маршрутом. Повторно пройдя низменность Дарлинга, он достиг рек Барку и Кугун, откуда сумел отправить своё последнее донесение, полученное на побережье 3 апреля 1848 года. С этого времени его принято считать пропавшим без вести. Так как Лейхгардт рассчитывал провести в путешествии три года, то спасательные экспедиции стали посылаться лишь после 1852 года, причём последняя состоялась в 1869 году, однако судьба Лейхгардта и восьми его спутников осталась неизвестной. Среди аборигенов циркулировали устные истории об убийстве членов экспедиции (аборигенами же). Вещи членов экспедиции или то, что было сочтено ими, обнаруживались в разных районах Австралии.

## Работы
Кроме отчёта о первом путешествии Лейхгардтом был написан ряд работ, изданных уже после его исчезновения:
- Beiträge zur Geologie von Australien (1855)
- Briefe an seine Angehörigen (1881)